# Nové Ptení

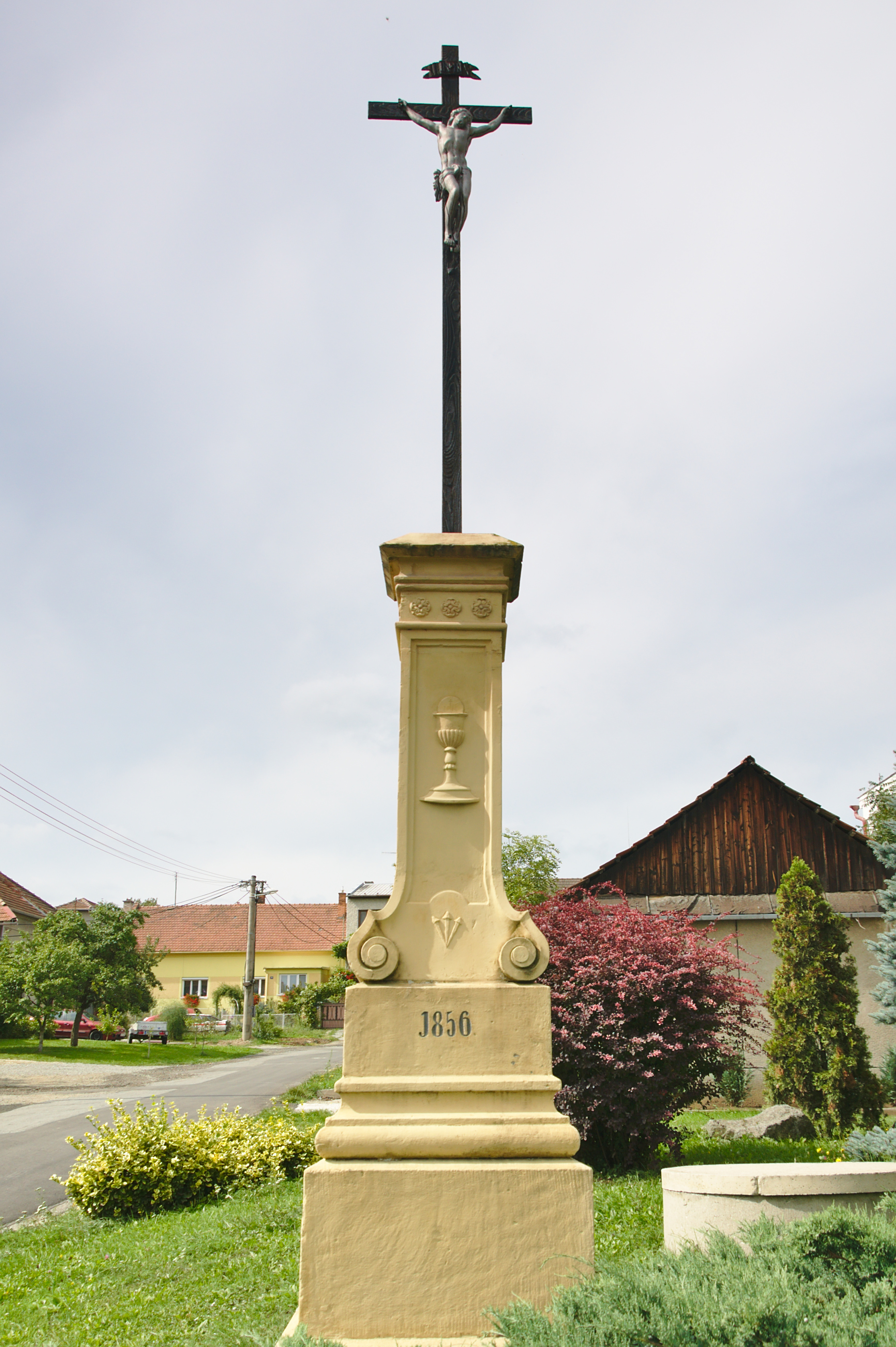
Kreuz in Nové Ptení

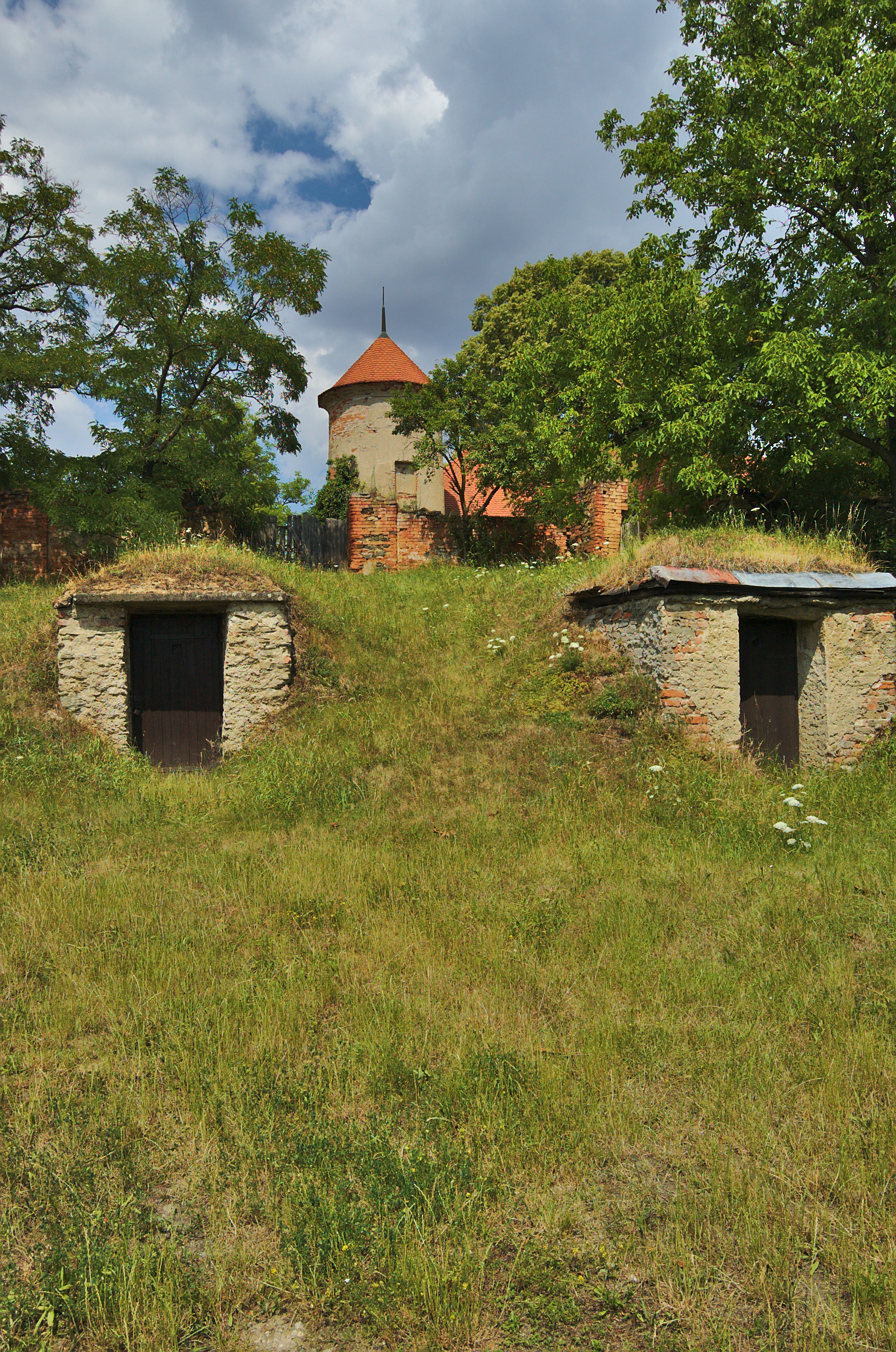
Keller hinter dem Schloss

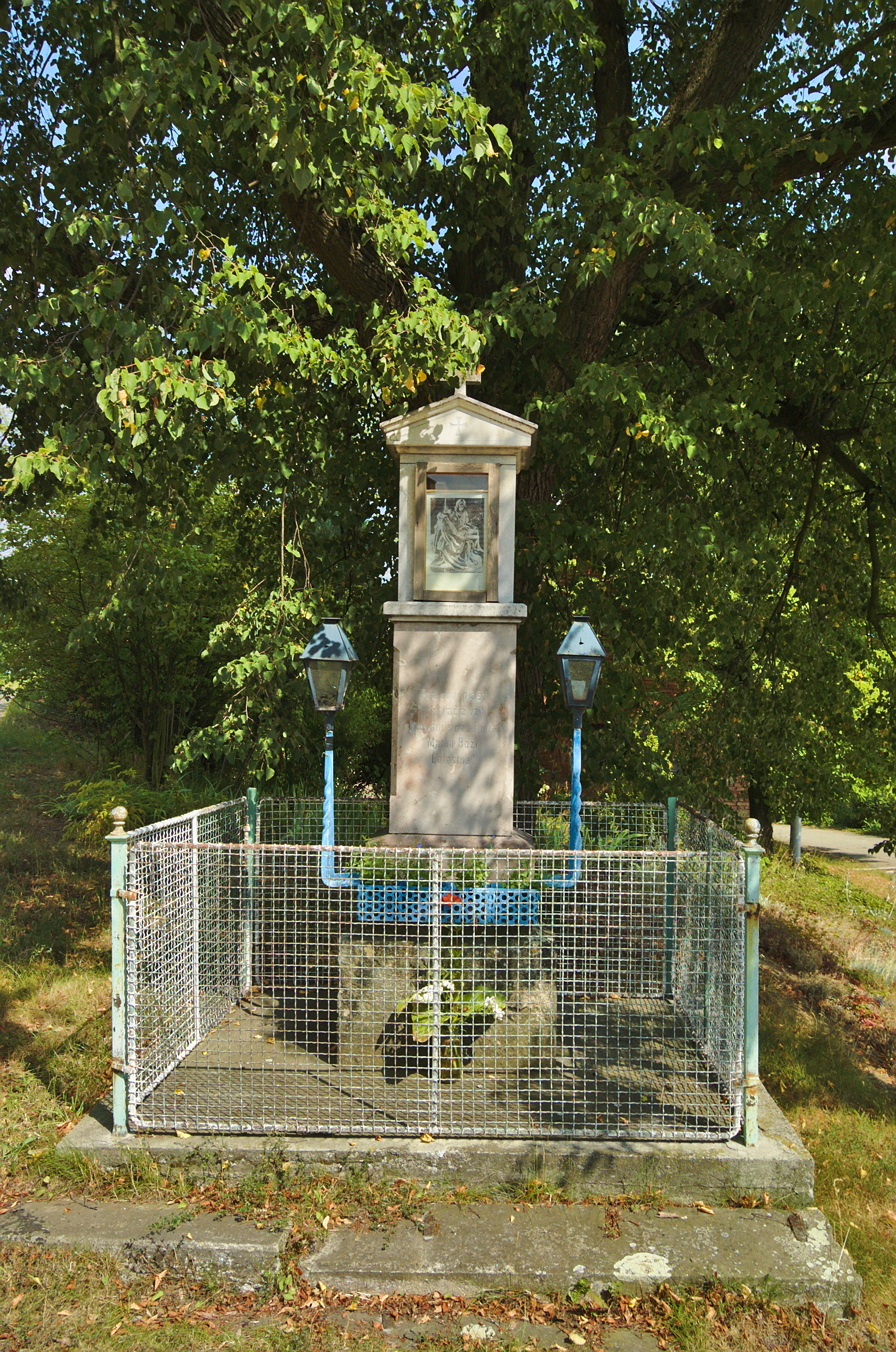
Bildstock in Nové Ptení

Nové Ptení (deutsch Neu Ptin) ist eine Ortslage der Gemeinde Ptení in Tschechien. Sie liegt südlich des Schlosses Ptení und gehört zum Okres Prostějov.

## Geographie
Nové Ptení befindet sich im Drahaner Bergland. Am westlichen Ortsrand liegt der vom Bach Novoptenský potok gespeiste Teich Novoptenský rybník. Östlich des Ortes fließt der Bach Ptenský potok.
Nachbarorte sind Staré Ptení im Norden, Mokřiny und Lutotín im Nordosten, Nechutín im Osten, Ohrozim und Plumlov im Südosten, Vícov im Süden, Holubice im Südwesten, Okluky, Pohodlí und Seč im Westen sowie Hrochov, Jednov und Suchdol im Nordwesten.

## Geschichte
Nach der Aufhebung des Olmützer Klarissenstiftes St. Klara im Jahre 1782 fiel das Gut Ptin dem Religionsfonds zu. Wenig später wurde der Ptiner Meierhof aufgelöst und 1788 auf dessen parzellierten Fluren hinter dem Schloss Ptin das Dominikalzinsdorf Neu Ptin angelegt; das alte Dorf Ptin wurde fortan als Alt Ptin bezeichnet. Das neue Dorf wuchs rasch an und erhielt einen eigenen Rychtář. Die k.k. Staatsgüterveräußerungskommission verkaufte das Gut Ptin am 1. August 1825 meistbietend an Philipp Ludwig Graf Saint-Genois d’Aneaucourt (1790–1857). 1834 brannten große Teile des Dorfes nieder.
Im Jahre 1835 bestand das im Olmützer Kreis gelegene und mit dem Amtsort verbundene Dorf Neu-Ptin bzw. Ptjn Nowý aus 60 Häusern mit 366 gemischtsprachigen Einwohnern. Erwerbsquellen bildeten die Landwirtschaft und die Leinweberei. In Neu-Ptin gab es einen einstöckigen herrschaftlichen Schüttboden mit einem Fassungsvermögen von 1152 Metzen Kontributionsgetreide. Amts-, Pfarr- und Schulort war Alt Ptin. Bis zur Mitte des 19. Jahrhunderts blieb Neu-Ptin der Allodialherrschaft Ptin untertänig.
Nach der Aufhebung der Patrimonialherrschaften bildete Nové Ptení / Neu Ptin ab 1850 einen Ortsteil der Gemeinde Ptení / Ptin im Gerichtsbezirk Plumenau. Ab 1869 gehörte Nové Ptení zum Bezirk Proßnitz. Moritz Graf Saint-Genois d’Aneaucourt verkaufte die Grundherrschaft Ptin 1878 an Fürst Johann II. von Liechtenstein. Im Jahre 1900 bestand Nové Ptení aus 89 Häusern, von denen eines unbewohnt war, und hatte 462 Einwohner, darunter 46 Bauern, 59 Schneider, 12 Schuhmacher, 11 Weber und je 2 Tischler und Schmiede. Nach dem Ersten Weltkrieg zerfiel der Vielvölkerstaat Österreich-Ungarn, das Dorf wurde 1918 Teil der neu gebildeten Tschechoslowakischen Republik. Beim Zensus von 1921 lebten in den 94 Häusern von Nové Ptení 445 Personen, davon 444 Tschechen und ein Deutscher. Von 1939 bis 1945 gehörte Nové Ptení / Neu Ptin zum Protektorat Böhmen und Mähren. 1930 bestand Nové Ptení aus 98 Häusern und hatte 449 Einwohner. Im Jahre 1949 wurde Nové Ptení mit Staré Ptení zu einem Ortsteil Ptení zusammengelegt. Der verkommene Teich Novoptenský rybník wurde in den 1950er Jahren beseitigt; dabei wurde ein deutscher Panzer aus dem Schlamm gezogen.

## Ortsgliederung
Nové Ptení ist Teil des Katastralbezirkes Ptení.

## Sehenswürdigkeiten
- Schloss Pteni
- Bildstock, hinter dem Schloss
- Gusseisernes Kreuz, an der Straße nach Víckov, geschaffen 1856
- Steinernes Kreuz, an der Straße nach Holubice
- Statue des hl. Isidor, östlich des Dorfes bei der Einschicht rechtsseitig der Straße nach Zdětín